# Llista de límits
A continuació es mostra una llista de límits de funcions comunes. Noti's que a i b són constant respecte x.

## Propietats generals de límits
{\displaystyle {\text{Sigui }}\quad \lim _{x\to c}f(x)=L_{1}\quad {\text{ i }}\quad \lim _{x\to c}g(x)=L_{2}\quad {\text{ llavors:}}}
{\displaystyle \lim _{x\to c}\,[f(x)\pm g(x)]=L_{1}\pm L_{2}}
{\displaystyle \lim _{x\to c}\,[f(x)g(x)]=L_{1}\times L_{2}}
{\displaystyle \lim _{x\to c}{\frac {f(x)}{g(x)}}={\frac {L_{1}}{L_{2}}}\qquad {\text{ si }}L_{2}\neq 0}
{\displaystyle \lim _{x\to c}\,f(x)^{n}=L_{1}^{n}\qquad {\text{ si }}n{\text{ és un enter positiu}}}
{\displaystyle \lim _{x\to c}\,f(x)^{1 \over n}=L_{1}^{1 \over n}\qquad {\text{ si }}n{\text{ és un enter positiu, i si }}n{\text{ és parell, llavors }}L_{1}>0}
{\displaystyle \lim _{x\to c}{\frac {f(x)}{g(x)}}=\lim _{x\to c}{\frac {f'(x)}{g'(x)}}\qquad {\text{ si }}\lim _{x\to c}f(x)=\lim _{x\to c}g(x)=0{\text{ o }}\pm \infty } (Regla de l'Hôpital)

## Límits de funcions generals
{\displaystyle \lim _{h\to 0}{f(x+h)-f(x) \over h}=f'(x)}
{\displaystyle \lim _{h\to 0}\left({\frac {f(x+h)}{f(x)}}\right)^{\frac {1}{h}}=\exp \left({\frac {f'(x)}{f(x)}}\right)}
{\displaystyle \lim _{h\to 0}{\left({f(x(1+h)) \over {f(x)}}\right)^{1 \over {h}}}=\exp \left({\frac {xf'(x)}{f(x)}}\right)}

## Límits notables especials
{\displaystyle \lim _{x\to +\infty }\left(1+{\frac {k}{x}}\right)^{mx}=e^{mk}}
{\displaystyle \lim _{x\to +\infty }\left(1+{\frac {1}{x}}\right)^{x}=e}
{\displaystyle \lim _{x\to +\infty }\left(1-{\frac {1}{x}}\right)^{x}={\frac {1}{e}}}
{\displaystyle \lim _{x\to +\infty }\left(1+{\frac {k}{x}}\right)^{x}=e^{k}}
{\displaystyle \lim _{n\to \infty }{\frac {n}{\sqrt[{n}]{n!}}}=e}
{\displaystyle \lim _{n\to \infty }\,2^{n}\underbrace {\sqrt {2-{\sqrt {2+{\sqrt {2+{\text{...}}+{\sqrt {2}}}}}}}} _{n}=\pi }
{\displaystyle \lim _{x\to 0}\left({\frac {a^{x}-1}{x}}\right)=\ln {a},\qquad \forall ~a>0}

## Funcions simples
{\displaystyle \lim _{x\to c}a=a}
{\displaystyle \lim _{x\to c}x=c}
{\displaystyle \lim _{x\to c}ax+b=ac+b}
{\displaystyle \lim _{x\to c}x^{r}=c^{r}\qquad {\mbox{ si }}r{\mbox{ és un enter positiu}}}
{\displaystyle \lim _{x\to 0^{+}}{\frac {1}{x^{r}}}=+\infty }
{\displaystyle \lim _{x\to 0^{-}}{\frac {1}{x^{r}}}={\begin{cases}-\infty ,&{\text{si }}r{\text{ és senar}}\\+\infty ,&{\text{si }}r{\text{ és parell}}\end{cases}}}

## Funcions logarítmiques i exponencials
{\displaystyle \lim _{x\to 1}{\frac {\ln(x)}{x-1}}=1}
o:
{\displaystyle \lim _{x\to 0}{\frac {\ln(x+1)}{x}}=1}
{\displaystyle {\mbox{Per }}a>1:\,}
{\displaystyle \lim _{x\to 0^{+}}\log _{a}x=-\infty }
{\displaystyle \lim _{x\to \infty }\log _{a}x=\infty }
{\displaystyle \lim _{x\to -\infty }a^{x}=0}
{\displaystyle {\mbox{Si }}a<1:\,}
{\displaystyle \lim _{x\to -\infty }a^{x}=\infty }

## Funcions trigonomètriques
{\displaystyle \lim _{x\to a}\sin x=\sin a}
{\displaystyle \lim _{x\to a}\cos x=\cos a}
Si {\displaystyle x} està expressat en radiants:
{\displaystyle \lim _{x\to 0}{\frac {\sin x}{x}}=1}
{\displaystyle \lim _{x\to 0}{\frac {1-\cos x}{x}}=0}
{\displaystyle \lim _{x\to 0}{\frac {1-\cos x}{x^{2}}}={\frac {1}{2}}}
{\displaystyle \lim _{x\to n^{\pm }}\tan \left(\pi x+{\frac {\pi }{2}}\right)=\mp \infty \qquad {\text{per tot enter }}n}
{\displaystyle \lim _{x\to 0}{\frac {\sin ax}{x}}=a}
{\displaystyle \lim _{x\to 0}{\frac {\sin ax}{\sin bx}}={\frac {a}{b}}}

## Límits a infinit
{\displaystyle \lim _{x\to \infty }N/x=0{\text{ per tot nombre real }}N}
{\displaystyle \lim _{x\to \infty }x/N={\begin{cases}\infty ,&N>0\\{\text{no existeix}},&N=0\\-\infty ,&N<0\end{cases}}}
{\displaystyle \lim _{x\to \infty }x^{N}={\begin{cases}\infty ,&N>0\\1,&N=0\\0,&N<0\end{cases}}}
{\displaystyle \lim _{x\to \infty }N^{x}={\begin{cases}\infty ,&N>1\\1,&N=1\\0,&0<N<1\end{cases}}}
{\displaystyle \lim _{x\to \infty }N^{-x}=\lim _{x\to \infty }1/N^{x}=0{\text{ per tot }}N>1}
{\displaystyle \lim _{x\to \infty }{\sqrt[{x}]{N}}={\begin{cases}1,&N>0\\0,&N=0\\{\text{no existeix}},&N<0\end{cases}}}
{\displaystyle \lim _{x\to \infty }{\sqrt[{N}]{x}}=\infty {\text{ per tot }}N>0}
{\displaystyle \lim _{x\to \infty }\log x=\infty }
{\displaystyle \lim _{x\to 0^{+}}\log x=-\infty }